# Édouard Bourdet
Pour les articles homonymes, voir Bourdet.
Édouard Bourdet, né le 26 octobre 1887 à Saint-Germain-en-Laye et mort le 17 janvier 1945 à Paris, est un auteur dramatique et journaliste français.

## Biographie
Édouard Bourdet est le fils de Fernand Bourdet (1853-1906), ingénieur, et de Marguerite Vallée (1860-1908), descendant par sa mère du ministre Georges Pléville Le Pelley.
Il se marie en janvier 1909 avec Catherine Pozzi (1882-1934), poétesse et femme de lettres. Ils ont un fils, Claude Bourdet, divorcent en mars 1921, et Bourdet épouse Denise Rémon (20 juin 1892 - 11 octobre 1967), la fille de Maurice Rémon, qu'il a connue à Royan.
Bourdet voit jouer sa première pièce de théâtre en 1910, Le Rubicon, et continue avec La Cage ouverte qui a moins de succès. Il fait la guerre dans les chasseurs à pied ; démobilisé en 1919,
il ne reprend son activité dramatique que trois ans plus tard.
Pendant cette période, il devient correspondant en Angleterre, pour L'Écho de Paris et critique dramatique. Mais pas plus que ses pièces d'avant-guerre, L'Homme enchaîné en 1923, ne connait le succès.
La Prisonnière, en 1926, aborde un sujet difficile, la souffrance d'une femme "damnée". L'auteur le traite avec beaucoup d'habileté et l'audace qu'il s'est permise dans le choix du thème est pleinement acceptée par le public. Sa hardiesse est en effet tempérée par un constant souci d'honnêteté ; il accumule ainsi de justes observations qui donnent à ses développements une apparence de rigueur, celle qui pour l'époque pouvait manquer au sujet. Colette écrira : « Mais Édouard Bourdet est jeune, et n'a pas sujet d'être timide devant la réussite. En outre, il est doué d'une vocation patiente et tranquille ».
Bourdet devient l'un des principaux fournisseurs du théâtre de boulevard de l'entre-deux-guerres. En 1927, dans la pièce Vient de paraître, il n'est pas tendre avec certains de ses contemporains. Les prix littéraires, le choix par les écrivains de sujets dans un but commercial et le lancement publicitaire d'un livre et d'un auteur sont montrés dans cette pièce pour le théâtre de boulevard.
Quand Bourdet a écrit Vient de Paraître, il a demandé à son ami Jean Giraudoux de l'emmener rue des Saints-Pères, et il est resté un après-midi à observer cette faune. Dans Le Sexe faible (1929), il fait le portrait de ces hommes à la recherche de femmes qui les entretiennent.
Fric-Frac est une pièce de théâtre jouée en 1936 et adaptée au cinéma en 1939. Arletty déclarera bien des années après la mort de Bourdet : « À propos de Fric-Frac, on a toujours un peu tendance à oublier l'auteur, Édouard Bourdet. Fric-Frac est une des grandes pièces de Bourdet ». C'est un grand succès commercial.
Avant la Seconde Guerre Mondiale, il se bat en duel avec Henri Bernstein, son rival dans le même genre théâtral, duel qui permet à Bernstein de connaître un regain d'intérêt de la part du public.
Bourdet est également l'ami de Paul Claudel et de Jean Giraudoux et tient un salon littéraire avec sa femme Denise.

### Administrateur de la Comédie-Française

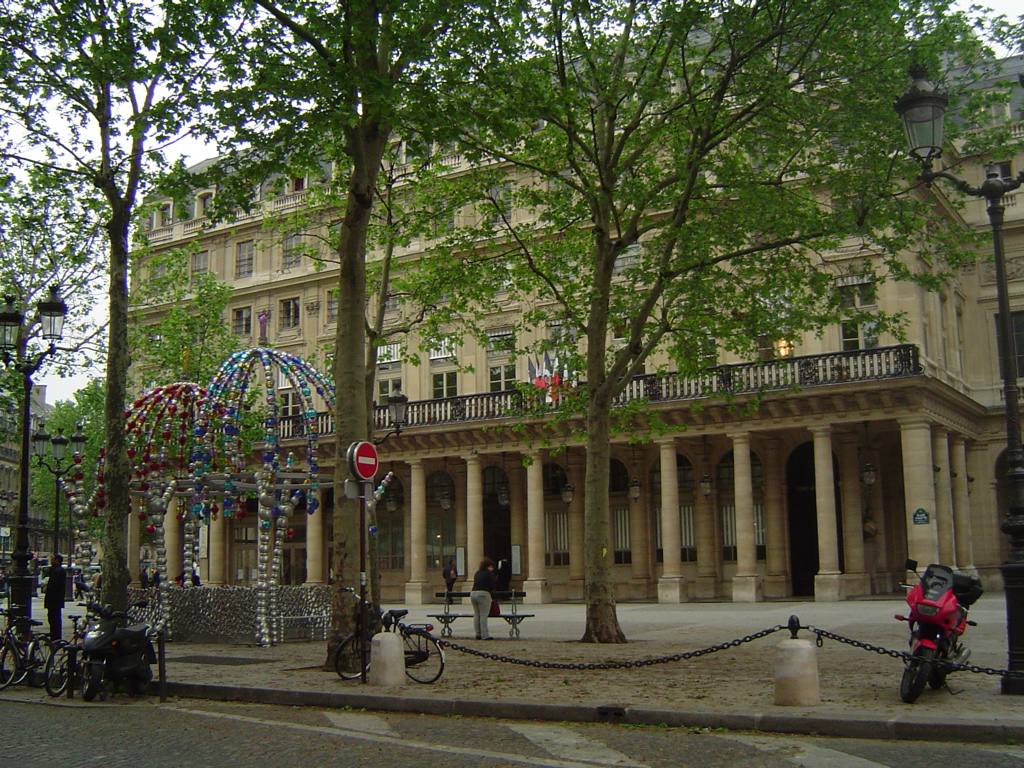
La Comédie-Française

En 1936, considéré comme un des maîtres du théâtre de boulevard de l'entre-deux-guerres, il est nommé administrateur de la Comédie-Française par Jean Zay, ministre de la culture du Front populaire. Cette nomination lui vaut de sérieuses inimitiés. Robert Brasillach parle « du nouveau Führer du Théâtre-Français ». S'il avoue : « j'ai beaucoup trop ri à une ou deux pièces de M. Bourdet », il critique néanmoins le choix de Jean Zay qui s'est porté sur : « l'auteur de tant de vaudevilles agréables [pour le mettre] à la tête de la Comédie-Française » : « Par la force des choses, on donnera bien à M. Jouvet ou à M. Copeau, de temps à autre, une œuvre ancienne à monter. Mais la vieille garde sera toujours là, protégée par M. Bourdet ».
Bourdet, nouvel administrateur général convoque aussitôt Pierre Dux, triple les mensualités des comédiens, décide que les pièces seront désormais choisies par l'Administrateur seul, et que la désignation des acteurs pour chaque rôle dépendra exclusivement de l'Administrateur et des metteurs en scène officiels. Il redresse la Comédie-Française avec Gaston Baty, Jacques Copeau, Charles Dullin et Louis Jouvet.
Il a une activité tout à fait novatrice en tant qu'administrateur, fonction qu'il occupe du 15 octobre 1936 au 27 décembre 1940. Louis Chaigne écrira : « On ne peut nommer Édouard Bourdet sans rappeler qu'il fut un remarquable administrateur du Théâtre-Français (de 1936 à 1940) ». Édouard Bourdet quitte ses fonctions lorsque le maréchal Pétain prend le pouvoir.
En 1939, grâce à Édouard Bourdet, le jeune Gérard Oury, pensionnaire de la Comédie-Française, obtiendra son premier rôle dans la pièce Britannicus en remplacement d'un acteur mobilisé.

### Pendant l'occupation allemande

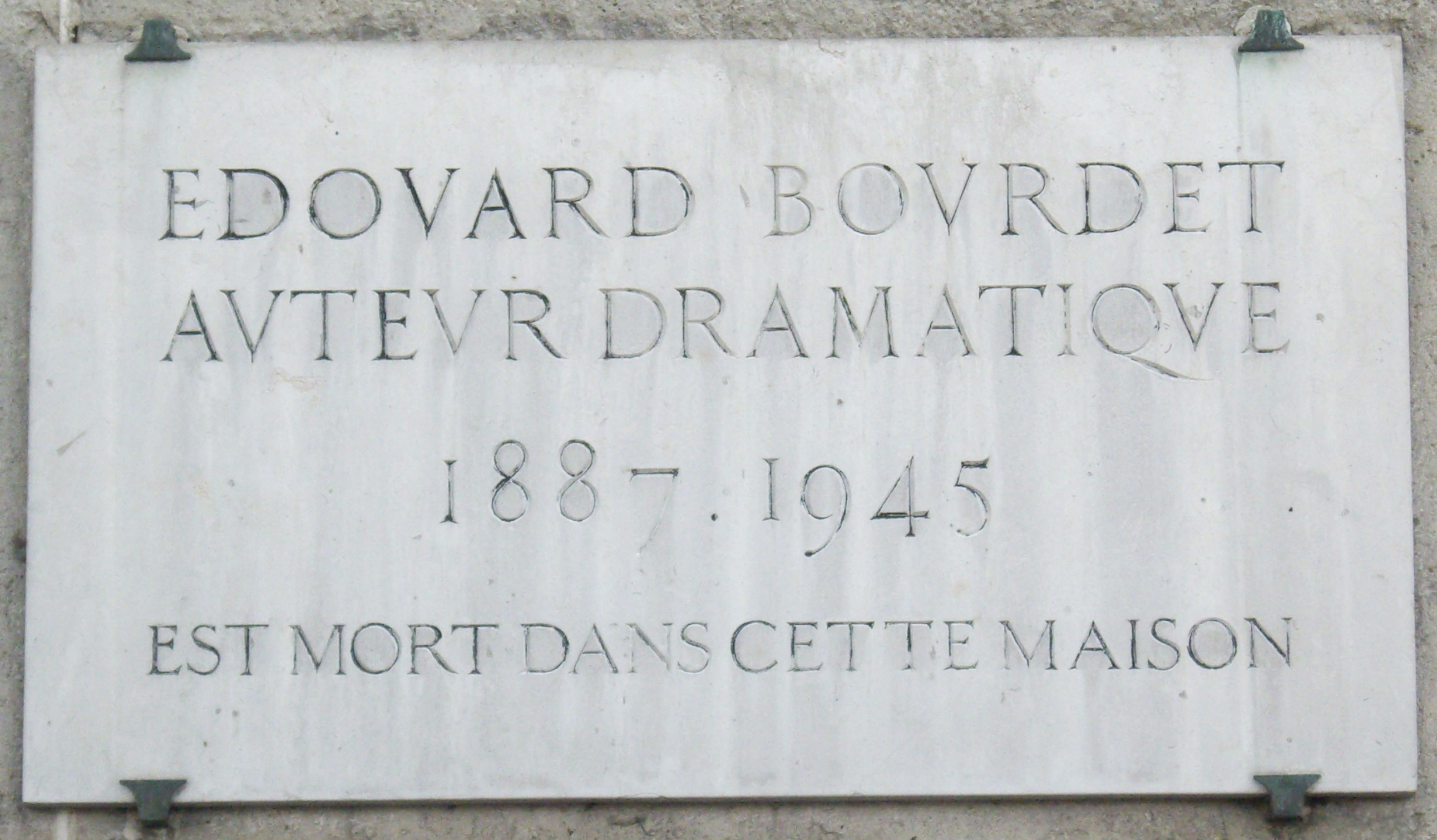
Plaque au no 71 quai d'Orsay.

Pendant l'occupation allemande, même s'il n'est plus administrateur de la Comédie-Française, Bourdet ne s'engage pas dans la Résistance ni dans la lutte active. Son fils, Claude Bourdet en est un peu déçu, même s'il sait que son père est favorable aux idées de la Résistance.
Hyménée, en 1941, n'a plus l'audace de ses comédies de mœurs qui faisaient une description implacable des milieux de la grande bourgeoise, comme dans Les temps difficiles, ou abordaient des thèmes jusqu'alors peu traités, comme l'homosexualité dans La prisonnière. Hyménée est une pièce de théâtre où le comique se taille la plus belle part, mais la prudence lui permet juste de confondre satire et morale. L'humaniste, l'auteur d'avant-guerre, nommé par Jean Zay, est beaucoup moins polémique, car les temps sont difficiles.
Pierre Fresnay met en scène et joue, au Théâtre-Français, Père, une nouvelle comédie, en trois actes, et Vient de paraître en 1942 et 1944.

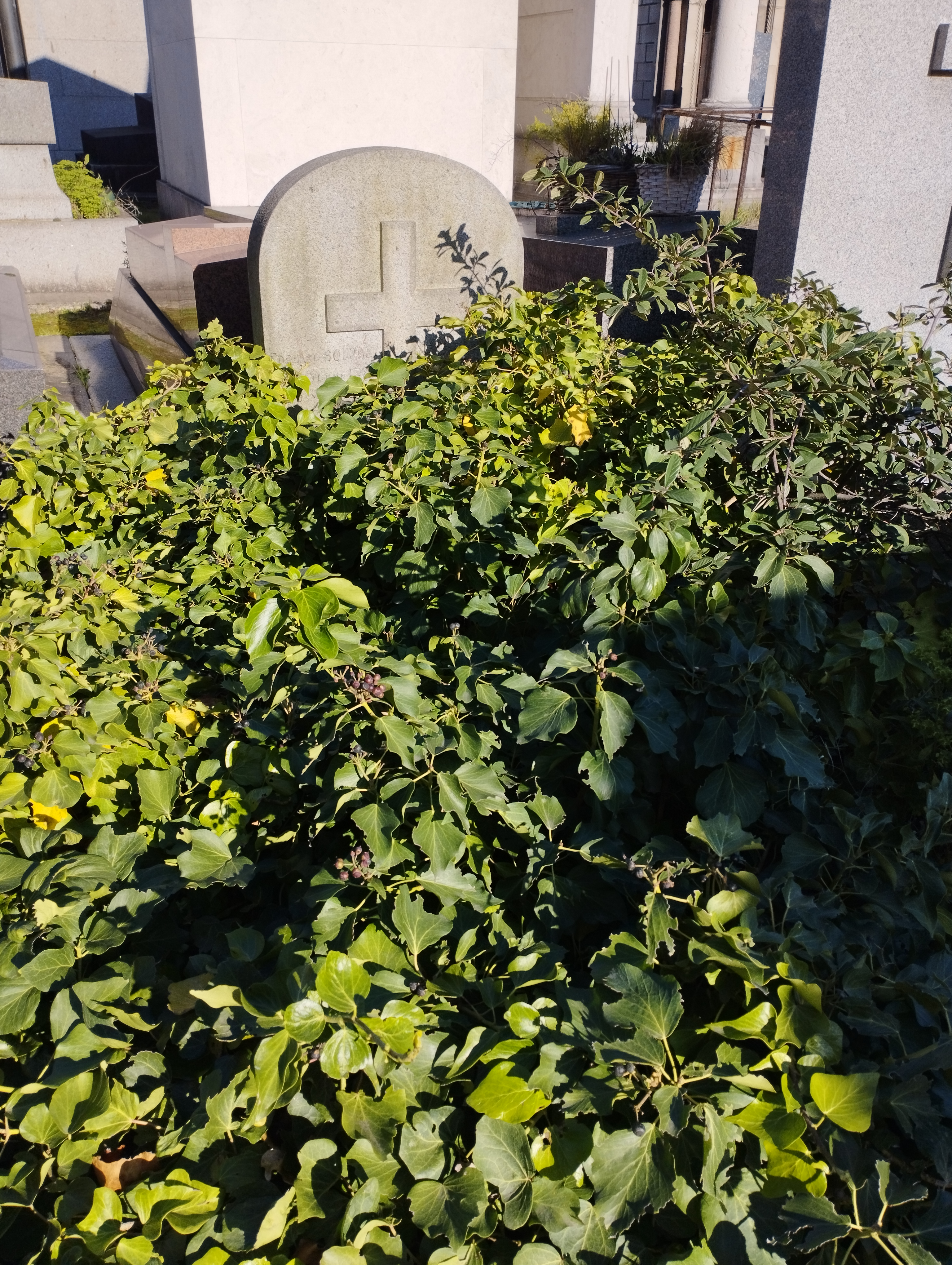
Tombe d'Édouard Bourdet au cimetière de Passy (division 13).

Bourdet a toutefois choisi de renoncer à ses fonctions ; ainsi, il n'aura pas eu à se séparer de sociétaires jugés « indésirables » pour d'odieux prétextes ou à programmer des tournées de troupes allemandes à la Comédie-Française.

### Mort
Le 4 février 1940, traversant à pied l'avenue des Champs-Élysées, il est renversé par l'automobile conduite par Adolphe Osso, propriétaire de la firme de films "Osso". Sa jambe gauche est fracturée. Il en restera invalide jusqu'à la fin de ses jours.
Sa mort survient brutalement en 1945, au no 71 quai d'Orsay, à la suite d'une embolie. Des artistes comme Jean Cocteau lui rendront hommage.
Son œuvre imposante sera notamment admirée par Pierre Fresnay, Louis Jouvet, et Pierre Dux.
Bourdet fut enterré au cimetière de Passy (division 13) avec sa femme Denise.

## Décorations
- Commandeur de la Légion d'honneur
- Croix de guerre 1914–1918[12]

## Pièces de théâtre
- 1910 : Le Rubicon
- 1912 : La Cage ouverte, Théâtre Michel
- 1922 : L'Heure du berger[13].
- 1923 : L'Homme enchaîné, pièce en 3 actes, Théâtre Femina, 7 novembre
- 1926 : La Prisonnière (en), jouée à Londres, à New York et à Vienne
- 1927 : Vient de paraître, comédie en 4 actes, Théâtre de la Michodière, 25 novembre
- 1929 : Le Sexe faible, comédie en 3 actes qui tient l'affiche longtemps au Théâtre de la Michodière, 10 décembre, et est représenté aussi à Berlin
- 1932 : La Fleur des pois, comédie en 4 actes, Théâtre de la Michodière, 4 octobre
- 1934 : Les Temps difficiles, pièce en 4 actes, Théâtre de la Michodière, 30 janvier
- 1935 : Margot, pièce en 2 actes, Théâtre Marigny, 26 novembre, avec dans les rôles titres MM. Pierre Fresnay et Jacques Dumesnil et Mme Yvonne Printemps. La mise en scène était de Pierre Fresnay et la musique de scène de Georges Auric et Francis Poulenc
- 1936 : Fric-Frac, pièce en 5 actes, Théâtre de la Michodière, 15 octobre
- 1941 : Hyménée, pièce en 4 actes, Théâtre de la Michodière, 7 mai
- 1942 : Père, Théâtre de la Michodière, 15 décembre

## Metteur en scène
- 1938 : Le Vieil Homme de Georges de Porto-Riche, Comédie-Française

## Filmographie
- 1933 : Le Sexe faible de Robert Siodmak, scénario et dialogues d'après sa pièce.